# Leipsic (Ohio)
Pour les articles homonymes, voir Leipsic.
Leipsic est un village américain situé dans le comté de Putnam, dans l’Ohio. Selon le recensement de 2010, sa population est de 2 093 habitants.